# Charny-sur-Meuse
Charny-sur-Meuse é uma comuna francesa na região administrativa de Grande Leste, no departamento de Meuse. Estende-se por uma área de 12,62 km². Em 2010 a comuna tinha 540 habitantes (densidade: 42,8 hab./km²).